# Xã Ronald, Michigan
Xã Ronald (tiếng Anh: Ronald Township) là một xã thuộc quận Ionia, tiểu bang Michigan, Hoa Kỳ. Năm 2010, dân số của xã này là 1.869 người.